# Grün (Weißenbrunn)
Grün ist ein Gemeindeteil der Gemeinde Weißenbrunn im Landkreis Kronach (Oberfranken, Bayern).

## Geografie
Das Dorf liegt am Schlottermühlbach. Eine Gemeindeverbindungsstraße führt an Wustung vorbei nach Wildenberg (1,3 km nordwestlich) bzw. nach Schlottermühle (1,5 km nördlich). Eine Anliegerstraße führt nach Bieber (0,3 km nordwestlich).

## Geschichte
Gegen Ende des 18. Jahrhunderts gab es in Grün 18 Anwesen (1 Fronhof, 12 Fronsölden, 2 Gütlein, 3 Tropfhäuser). Das Hochgericht übte das Rittergut Weißenbrunn aus. Es hatte ggf. an das bambergische Centamt Kronach auszuliefern. Die Grundherrschaft über alle Anwesen hatte das Rittergut Weißenbrunn. Außerdem gab es noch 1 Gütlein, das zu dieser Zeit unbewohnt war.
Mit dem Gemeindeedikt wurde Grün dem 1808 gebildeten Steuerdistrikt Weißenbrunn und der 1818 gebildeten Ruralgemeinde Weißenbrunn zugewiesen.

### Kunstdenkmäler
- Gedenkstein, sogenannter Samelstein. Sandsteinplatte wohl des 17. Jahrhunderts an einem Fuhrweg nach Kirchleus etwa einen Kilometer südöstlich der Ortschaft an der Flurgrenze Schimmendorf-Kirchleus. Bei der ersten Erwähnung 1673 als Leichenstein bezeichnet, der Überlieferung nach für einen ermordeten Juden errichtet. Auf der Vorderseite primitives Relief einer Figur, die mit einem Rock bekleidet ist und die beiden Arme erhebt.[6]
- Abgegangener Ansitz. 1509 trägt Heinz und Fritz von Redwitz zu Weißenbrunn u. a. auch den Burgstall in der Grün dem Hochstift Bamberg zu Lehen auf.[6]

### Einwohnerentwicklung
| Jahr      | 001818 | 001861 | 001871 | 001885 | 001900 | 001925 | 001950 | 001961 | 001970 | 001987 |
| Einwohner | 81     | 108    | 116    | 116    | 87     | 90     | 105    | 113    | 107    | 93     |
| Häuser    | 16     |        |        | 19     | 19     | 19     | 21     | 1      |        | 27     |
| Quelle    | [ 5 ]  | [ 8 ]  | [ 9 ]  | [ 10 ] | [ 11 ] | [ 12 ] | [ 13 ] | [ 14 ] | [ 15 ] | [ 1 ]  |

## Religion
Der Ort ist seit der Reformation evangelisch-lutherisch geprägt und nach Weißenbrunn gepfarrt.